# WrestleMania
WrestleMania⁯⁯⁯⁯⁯⁫⁯⁫⁯⁫ – cykl corocznych gal wrestlingu⁯⁯⁯⁯⁯⁫⁯⁫⁯⁫ nadawanych poprzez system pay-per-view⁯⁯⁯⁯⁯⁫⁯⁫⁯⁫ (PPV) i produkowanych pomiędzy końcówką marca⁯⁯⁯⁯⁯⁫⁯⁫⁯⁫ a początkiem kwietnia⁯⁯⁯⁯⁯⁫⁯⁫⁯⁫ przez WWE, amerykańską federację wrestlingową z Connecticut. WrestleMania należy do cyklu gal „wielkiej piątki”, czyli uznawanych przez WWE jako pięć największych gal pay-per-view w roku (wraz z Royal Rumble, Money in the Bank, SummerSlam i Survivor Series).
Od czasu pierwszego wydarzenia z 1985 roku powstało trzydzieści dziewięć edycji. WWE określa WrestleManię za najważniejsze PPV w ich kalendarzu ze względu na bycie najbardziej opłacalną i mającą najdłuższą historię istnienia względem innych gal PPV, generując wielkie zyski dla federacji. Określa się ją jako Super Bowl wrestlingu. WrestleMania została stworzona przez właściciela WWE, Vince’a McMahona, lecz sama nazwa „WrestleMania” została wymyślona przez długoletniego spikera i WWE Hall of Famera Howarda Finkela w 1984.
Rozpowszechniony sukces WrestleManii pomógł wybić się na sam szczyt federację, przez co WWE stało się największą federacją pro-wrestlingu na świecie. Dzięki WrestleManii powstawały nowe główne gwiazdy federacji, przykładowo Shawn Michaels, mający przydomek „Mr. WrestleMania” przez serię wysoko ocenianych przez fanów meczów czy też The Undertaker, który był niepokonany na WrestleManii do 2014 roku. Celebryci tacy jak Aretha Franklin, Cyndi Lauper, Muhammad Ali, Mr. T, Alice Cooper, Lawrence Taylor, Pamela Anderson, Mike Tyson, Donald Trump, Floyd Mayweather, Pete Rose, Burt Reynolds, Mickey Rourke, Snoop Dogg, Sean Combs, Kid Rock, Fred Durst, Ozzy Osbourne, Ronda Rousey, Kid Ink i inni brali udział w edycjach gali.
WrestleMania napędza światowy komercjonalny sukces WWE przez media, handel towarem związanym z federacją i gale. Wszystkie gale prócz WrestleManii 13 zostały wyprzedane w krótkim czasie, przy czym ostatnie edycje gali zostały wyprzedane w kilka minut od rozpoczęcia sprzedaży biletów. Pierwsza WrestleMania odbyła się w Madison Square Garden w Nowym Jorku; dziesiąta i dwudziesta edycja również tam się odbyły. Frekwencja w hali podczas WrestleManii III wyniosła 93 173 osoby, co było rekordową liczbą osób w halach zamkniętych w Ameryce Północnej. Rekord ten został pobity 14 lutego 2010 podczas meczu gwiazd NBA, gdzie frekwencja wyniosła 108 713 osób. W 2016 WrestleMania 32 pobiła rekord WrestleManii III w największej liczbie fanów na stadionie, której liczba wyniosła 101 763 osób. Wszystkie edycje odbyły się w Północnej Ameryce, przy czym 36 z nich w Stanach Zjednoczonych i 2 w Kanadzie.

## Organizacja
Podczas gdy WrestleManie miały miejsce głównie w sportowych arenach w dużych miastach, kilka z nich odbywało się również na wielkich stadionach. Zalicza się do nich WrestleMania III (93 173 widzów) w Pontiac, WrestleMania VI (67 678) w Toronto, WrestleMania VIII (62 167) w Indianapolis, WrestleMania X-Seven (67 925) w Houston, WrestleMania X8 (68 237) również w Toronto, WrestleMania XIX (54 097) w Seattle, WrestleMania 23 (80 103) w Detroit, WrestleMania XXIV (74 635) w Orlando, WrestleMania XXV (72 744) również w Houston, WrestleMania XXVI (72 219) w Phoenix, WrestleMania XXVII (71 617) w Atlancie, WrestleMania XXVIII (78 363) w Miami, WrestleMania 29 (80 676) w East Rutherford, WrestleMania XXX (75 167) w Nowym Orleanie, WrestleMania 31 (76 976) w Santa Clara i WrestleMania 32 (101 763) w Arlington. WrestleMania również polepsza ekonomię miast, w których się odbywa.
WrestleMania skupia się na walkach wieczoru, głównie o WWE Championship (i w latach 2003–2013 o World Heavyweight Championship). Jednakże pojawiały się walki, w których brali udział celebryci, tacy jak Amerykański futbolista Lawrence Taylor, bokser Floyd Mayweather i sumo wrestler Akebono. W karcie walk znajdują się również walki wieńczące ważniejsze rywalizacje, z także pojedynki o inne tytuły federacji.
Od 1993 zwycięzca styczniowego Royal Rumble matchu ma gwarantowaną walkę o światowy tytuł na WrestleManii. Obecnie funkcjonującymi tytułami światowymi w WWE są WWE Universal Championship i WWE Championship. W przeszłości zwycięzcy mogli walczyć również o dezaktywowane World Heavyweight Championship oraz ECW Championship.
Od 2005 do 2010 podczas WrestleManii organizowano Money in the Bank ladder match. W walce brało udział od sześciu do dziesięciu wrestlerów i celem było wspięcie się na drabinę i zdjęcie walizki znajdującej się nad ringiem. Zwycięzca walizki mógł jej użyć w każdym momencie jakiejkolwiek gali (do okresu następnej WrestleManii) celem rozpoczęcia walki o WWE Championship lub World Heavyweight Championship. Ostatni Money in the Bank ladder match odbył się na WrestleManii XXVI. W 2010 postanowiono utworzyć osobne pay-per-view pod nazwą „Money in the Bank”. Od 2014 corocznie organizowany jest André the Giant Memorial Battle Royal, którego zwycięzca otrzymuje André the Giant Memorial Trophy.

### Komentatorzy
Poniżej znajduje się tabelka pokazująca okres komentowania gal z cyklu WrestleMania przez konkretne osobistości telewizyjne.

## Historia

### 1985–1989
World Wrestling Federation (znane obecnie jako WWE/World Wrestling Entertainment) wystawiło pierwszą WrestleManię 31 marca 1985 w Madison Square Garden w Nowym Jorku. Walką wieczoru był tag-team match pomiędzy WWF Championem Hulkiem Hoganem i Mr. T, którym towarzyszył Jimmy Snuka przeciwko Roddy’emu Piperowi i Paulowi Orndorffowi, którym towarzyszył Cowboy Bob Orton. Finansowy sukces gali utwierdził status federacji za najlepszą promocję w Ameryce podczas rywalizacji z innymi federacjami takimi jak National Wrestling Alliance i American Wrestling Association. Wśród publiki byli biznesowi celebryci Sy Sperling i Tony D’Angelo. WrestleMania 2 miała miejsce rok później w trzech miastach: Uniondale, Rosemont i Los Angeles. W każdym z nich odbyły się po cztery walki, jednakże główną walką wieczoru było starcie zwycięskiego WWF Championa Hulka Hogana przeciwko King Kong Bundy’emu w Steel Cage matchu.
Rekord liczby fanów w hali zamkniętej został pobity podczas WrestleManii III – wynosił 93 173 osoby. Gala na dobre przypieczętowała pozycję federacji i wypromowała profesjonalny wrestling. Żeby wypełnić halę, federacja zadecydowała o wyłączeniu stanu Michigan z dostępu do pay-per-view, aby fani z tamtych okolic mieli możliwość obejrzenia gali tylko na żywo. W walce wieczoru zmierzyli się WWF Champion Hulk Hogan oraz pretendent do pasa André the Giant. Drugą ważną walką w karcie był pojedynek pomiędzy Randym Savage’em a Rickym Steamboatem o WWF Intercontinental Championship. Jest ona określana nie tylko jako jedna z najlepszych walki w historii WrestleManii, ale również w historii wrestlingu i niektórzy (w tym Vince McMahon) uważają, że „skradła show”.
WrestleMania IV odbyła się w Atlantic City Convention Hall w Atlantic City. Podczas gali odbył się turniej który miał wyłonić nowego WWF Championa oraz cztery walki niebędące częścią turnieju. W drugiej rundzie zmierzyli się uczestnicy zeszłorocznej walki wieczoru, Hogan i André the Giant, natomiast w finale Randy Savage pokonał Teda DiBiasego, zostając nowym WWF Championem. Rok później federacja powróciła do tego samego miasta hostując Wrestlemanię V, na której Hulk Hogan pokonał Randy’ego Savage’a w walce wieczoru o WWF Championship. Do dzisiaj jest to jedyny przypadek, w którym rok po roku WrestleMania odbywa się w tym samym mieście.

### 1990–1999
Po raz pierwszy WrestleMania odbyła się poza Ameryką podczas szóstej jej edycji, w SkyDome (obecnie znane jako Rogers Centre) w Toronto w Kanadzie. W walce wieczoru, The Ultimate Warrior zdobył WWF Championship pokonując ówczesnego mistrza, Hulka Hogana. Rok później WrestleMania wróciła do Ameryki, gdzie w Los Angeles Memorial Sports Arena w Los Angeles odbyła się WrestleMania VII. W walce wieczoru Hulk Hogan pokonał Sgt. Slaughtera wygrywając WWF Championship, natomiast The Undertaker odbył swoją pierwszą walkę na WrestleManii. Po tym, 'Taker był niepokonany przez kolejnych 20 meczów aż nie został pokonany przez Brocka Lesnara na WrestleManii XXX. Kolejna edycja, WrestleMania VIII, odbyła się w Hoosier Dome w Indianapolis, gdzie Randy Savage pokonał Rica Flaira o WWF Championship, a także Hulk Hogan pokonał Sida Justice poprzez dyskwalifikację.

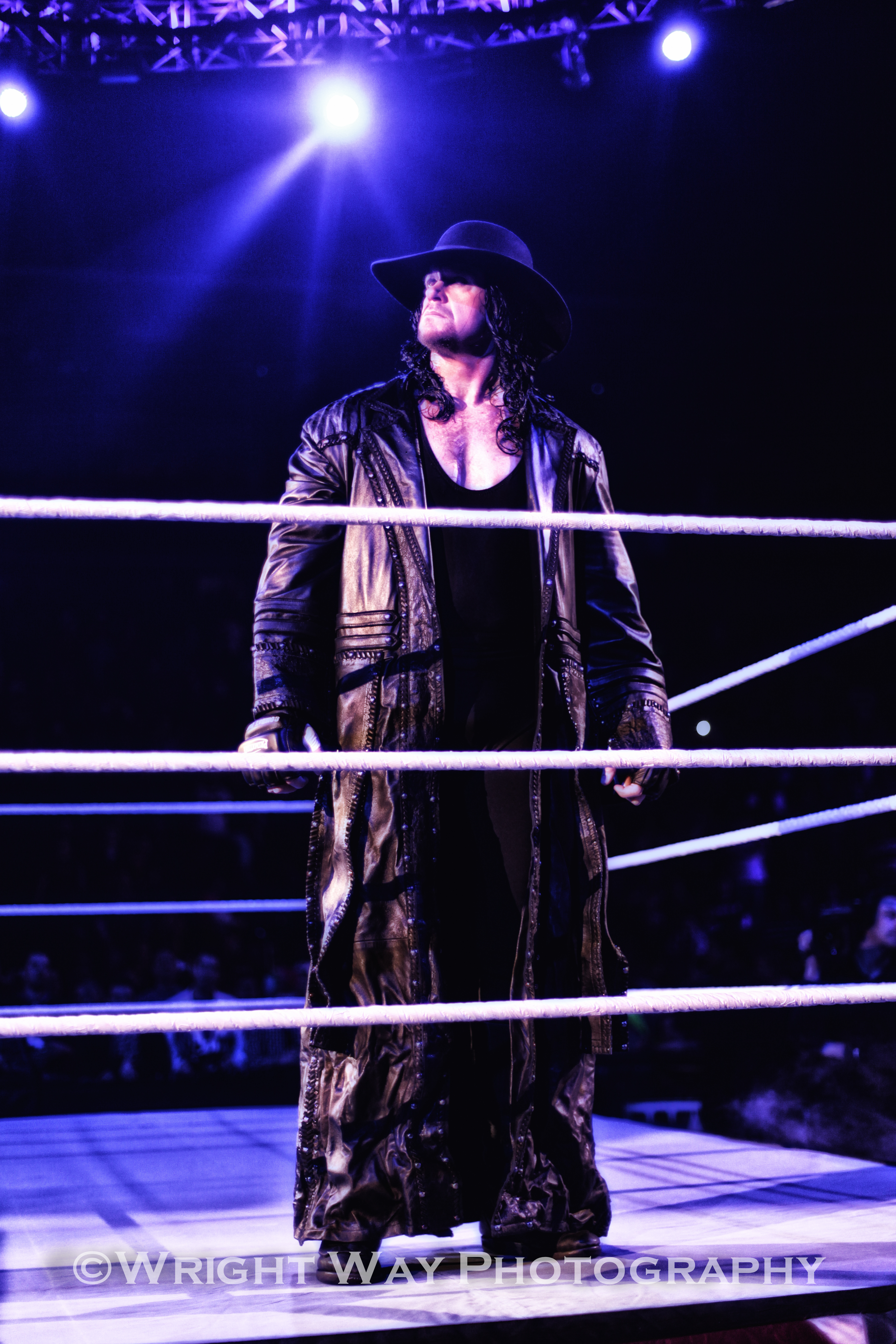
The Undertaker posiadał rekord 21 wygranych z rzędu na WrestleManii.

WrestleMania IX była pierwszą, która odbyła się na odkrytym stadionie. Była to pierwsza i jedyne WrestleMania w historii gdzie WWF Championship zmieniał właściciela dwa razy. Yokozuna pokonał Breta Harta i zwyciężył tytuł, lecz przegrał go kilka minut później na rzecz Hulka Hogana. Dziesiąta edycja gali, WrestleMania X, odbyła się ponownie w Madison Square Garden. Podczas gali Owen Hart pokonał swego starszego brata Breta. Drugą z ważniejszych walk był ladder match o WWF Intercontinental Championship pomiędzy Razor Ramonem i Shawnem Michaelsem, który wygrał Ramon. W walce wieczoru Bret Hart zdobył WWF Championship pokonując Yokozunę. Bret jest jedynym wrestlerem, który podczas jednej nocy przegrał pierwszą walkę i później wygrał drugą zdobywając WWF Championship. WrestleMania XI odbyła się w Hartford Civic Center w Hartford, gdzie w walce wieczoru gwiazda futbolu Lawrence Taylor pokonała Bam Bam Bigelowa. Rok później odbyła się WrestleMania XII w Arrowhead Pond w Anaheim. W walce wieczoru, Shawn Michaels pokonał Breta Harta w 60-minutowym Iron Man matchu. Walkę tę uważa się za jedną najlepszych w historii federacji. Podczas gali powrócił The Ultimate Warrior który pokonał Hunter Hearst Helmsleya (znanego później jako Triple H). W następnym roku na WrestleManii 13, Bret Hart zmierzył się ze „Stone Cold” Steve’em Austinem w submission matchu. Walka została oceniona niesamowicie pozytywnie przez włodarzy federacji oraz fanów, zaś Dave Meltzer dał jej pięć gwiazdek (najwyższa nota). W walce wieczoru The Undertaker pokonał Sycho Sida (dawniej Sid Justice) zdobywając WWF Championship.
Na WrestleManii XIV, Steve Austin pokonał Shawna Michaelsa (któremu towarzyszył Mike Tyson) i został nowym WWF Championem. Mimo że Tyson był związany ze stajnią D-Generation X, okazało się, iż przez cały okres rywalizacji dwóch wrestlerów, Tyson był po stronie Austina. Podczas gali odbyła się również walka pomiędzy The Undertakerem i Kanem, gdzie to 'Taker wyszedł zwycięsko. Gala jest znana jako początek „The Attitude Ery”. Rok później na WrestleManii XV, Austin pokonał The Rocka ponownie zdobywając WWF Championship. To była pierwsza z trzech gal, na których był mecz pomiędzy tą dwójką, którzy byli głównymi gwiazdami Attitude Ery.

### 2000–2009
Na WrestleManii 2000 mogliśmy po raz pierwszy ujrzeć Triangle Ladder match o WWF Tag Team Championship, w którym wzięli udział The Hardy Boyz, The Dudley Boyz oraz Edge i Christian. W walce wieczoru gali zmierzyli się WWF Champion Triple H, The Rock, Big Show oraz Mick Foley w Fatal 4-Way Elimination matchu, gdzie każdy członek rodziny McMahon odprowadzał innego uczestnika do ringu: Stephanie McMahon Triple H, Vince McMahon The Rocka, Shane McMahon Big Showa i Linda McMahon Micka Foleya.
Na WrestleManii X-Seven, Steve Austin pokonał The Rocka i zdobył WWF Champiobship. Podczas gali zmierzyli się ze sobą Vince i Shane McMahon w Street Fight matchu, a Edge i Christian zdobyli WWF Tag Team Championship przeciwko Hardy Boyz i Dudley Boyz w drugim w historii Tables, Ladders and Chairs matchu. Była to pierwsza WrestleMania, która odbyła się po zakończeniu Monday Night Wars i zakupieniu rywala federacji, World Championship Wrestling (WCW). Gala jest również uważana jako data, w której zakończyła się Attitude Era.
WrestleMania X8 była ostatnią WrestleManią wyprodukowaną przez WWF, która dwa miesiące po gali zmieniła nazwę na World Wrestling Entertainment (WWE). W walce wieczoru, Triple H pokonał Chrisa Jericho zdobywając Undisputed Championship. Podczas gali, Austin, The Rock i The Undertaker pokonali kolejno Scotta Halla (dawniej Razor Ramon), Hulka Hogana i Rica Flaira, którzy wrócili do federacji po pobycie w WCW.
Na WrestleManii XIX odbyła się ostatnia walka Steve’a Austina, gdzie przegrał z The Rockiem, kończąc ich długą rywalizację. Hulk Hogan pokonał Vince’a McMahona, a także Shawn Michaels uczestniczył w jego pierwszej walce na WrestleManii od pięciu lat, pokonując Chrisa Jericho. World Heavyweight Championship był broniony po raz pierwszy w historii WrestleManii, gdzie Triple H pokonał Bookera T. W walce wieczoru Brock Lesnar pokonał Kurta Angle wygrywając WWE Championship.
World Wrestling Entertainment celebrowało dwudziestą edycję WrestleManii w Madison Square Garden. Podczas gali The Undertaker (który powrócił do jego persony nieumarłego) pokonał Kane’a w ich drugim starciu. Eddie Guerrero pokonał Kurta Angle tym samym broniąc World Heavyweight Championship, zaś w walce wieczoru jego bliski przyjaciel Chris Benoit pokonał Triple H oraz Shawna Michaelsa w Triple Threat matchu zdobywając WWE World Heavyweight Championa.Na gali Rock ‘n’ Sock Connection (The Rock i Mick Foley) przegrali z Evolution (Batistą, Randym Ortonem i Rikiem Flairem) w 2-on-3 handicap matchu. Dzień przed galą powróciło WWE Hall of Fame, które odbywa się co roku dzień przed WrestleManią.

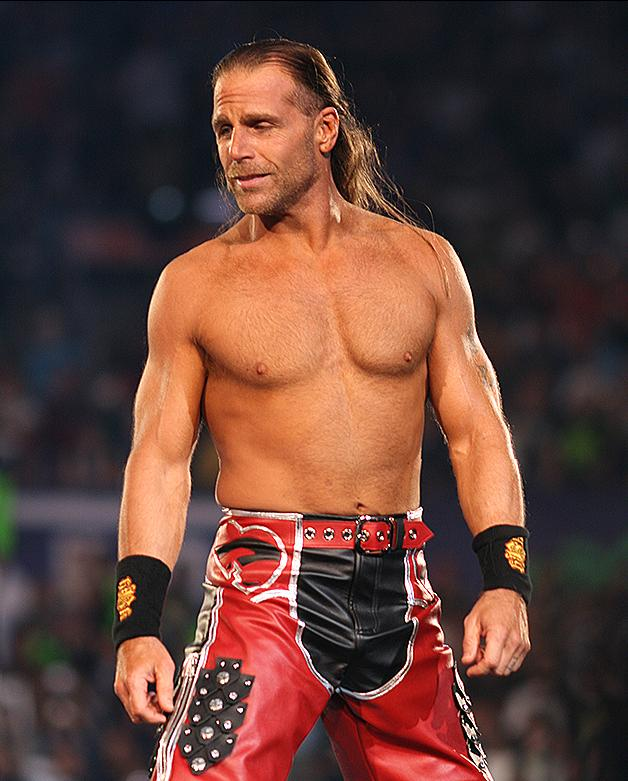
Shawn Michaels wrócił z emerytury w 2002 tworząc mecze kandydujące do tytułu „Match of the Year” – zyskując pseudonim „Mr. WrestleMania”.

Na WrestleManii 21 odbył się pierwszy w historii Money in the Bank ladder match, czyli sześcioosobowy ladder match z zawieszoną nad ringiem walizką, którą zwycięzca może użyć w dowolnym momencie (do kolejnej WrestleManii) dowolnej telewizyjnej gali celem rozpoczęcia walki o WWE Championship lub World Heavyweight Championship. Walkę wygrał Edge. W walkach wieczoru John Cena pokonał Johna „Bradshawa” Layfielda, zdobywając WWE Championship, a Batista pokonał Triple H, dzięki czemu wygrał World Heavyweight Championship. Na gali odbyła się ostatnia WrestleManiowa walka Eddiego Guerrero przeciwko Reyowi Mysterio, ponieważ pod koniec roku zmarł na zawał serca.
Na WrestleManii 22 ponownie odbył się Money in the Bank ladder match, gdzie zwyciężył Rob Van Dam. Podczas gali The Undertaker pokonał Marka Henry’ego, Rey Mysterio pokonał Randy’ego Ortona i Kurta Angle w Triple Threat matchu o World Heavyweight Championship, a w walce wieczoru John Cena pokonał Triple H poprzez submission tym samym broniąc WWE Championship.
Na WrestleManii 23, Money in the Bank ladder match powiększył się o dwie osoby dzięki utworzeniu trzeciego brandu w federacji, ECW. Walkę wygrał Mr. Kennedy. W walce wieczoru, John Cena pokonał Shawna Michaelsa broniąc WWE Championship. Niżej w karcie, The Undertaker pokonał Batistę zdobywając World Heavyweight Championship i powiększając swój rekord bycia niepokonanym. Reprezentowany przez Donalda Trumpa, ECW World Champion Bobby Lashley pokonał Umagę, który był reprezentowany przez Vince’a McMahona, w walce nazywanej jako „battle of the billionaires”, a sędzią specjalnym był Steve Austin. To była również ostatnia WrestleMania na której WWE Women’s Championship był broniony.
Na WrestleManii XXIV, Shawn Michaels pokonał Rica Flaira w bardzo wysoko ocenianym pojedynku, zaś w Money in the Bank ladder matchu występowało siedmiu wrestlerów z trzech brandów (RAW, SmackDown i ECW), a walkę wygrał CM Punk. Walizkę MitB zdobył również na przyszłorocznej edycji. ECW Championship był broniony po raz pierwszy i ostatni, gdzie Kane pokonał Chavo Guerrero w rekordowe 8 sekund. W jednej z walk wieczoru, Randy Orton pokonał Triple H i Johna Cenę broniąc WWE Championship, zaś The Undertaker pokonał Edge’a i ponownie zdobył World Heavyweight Championship. To była druga WrestleMania na odkrytym stadionie.
Podczas WrestleManii XXV, Chris Jericho pokonał WWE Hall of Famerów Roddy’ego Pipera, Jimmy’ego Snukę i Ricky’ego Steamboata. Shawn Michaels po raz pierwszy w historii WrestleManii próbował zatrzymać rekord Undertakera, przegrywając z nim podczas gali i rok później w rewanżu, tym razem ze stypulacją, iż jeżeli Michaels przegra, będzie musiał odejść na emeryturę. Obie walki są niesamowicie pozytywnie oceniane przez fanów i krytyków. Oprócz tego, John Cena pokonał Edge’a i Big Showa zdobywając World Heavyweight Championship, a w walce wieczoru Triple H obronił WWE Championship przeciwko Randy’emu Ortonowi.

### 2010–2020
Na WrestleManii XXVI John Cena pokonał Batistę ponownie zostając WWE Championem. Dodatkowo, Chris Jericho obronił swój World Heavyweight Championship pokonując Edge’a. Tuż po powrocie Breta Harta do federacji po ponad dwunastu latach, pokonał on Vince’a McMahona w No Holds Barred matchu. Odbył się również ostatni Money in the Bank ladder match, w którym wzięło udział dziesięć gwiazd RAW i SmackDown (brand ECW zlikwidowano miesiąc wcześniej), a walkę wygrał Jack Swagger. Money in the Bank ladder match przeniesiono na oddzielne pay-per-view pod tą samą nazwą co walka.

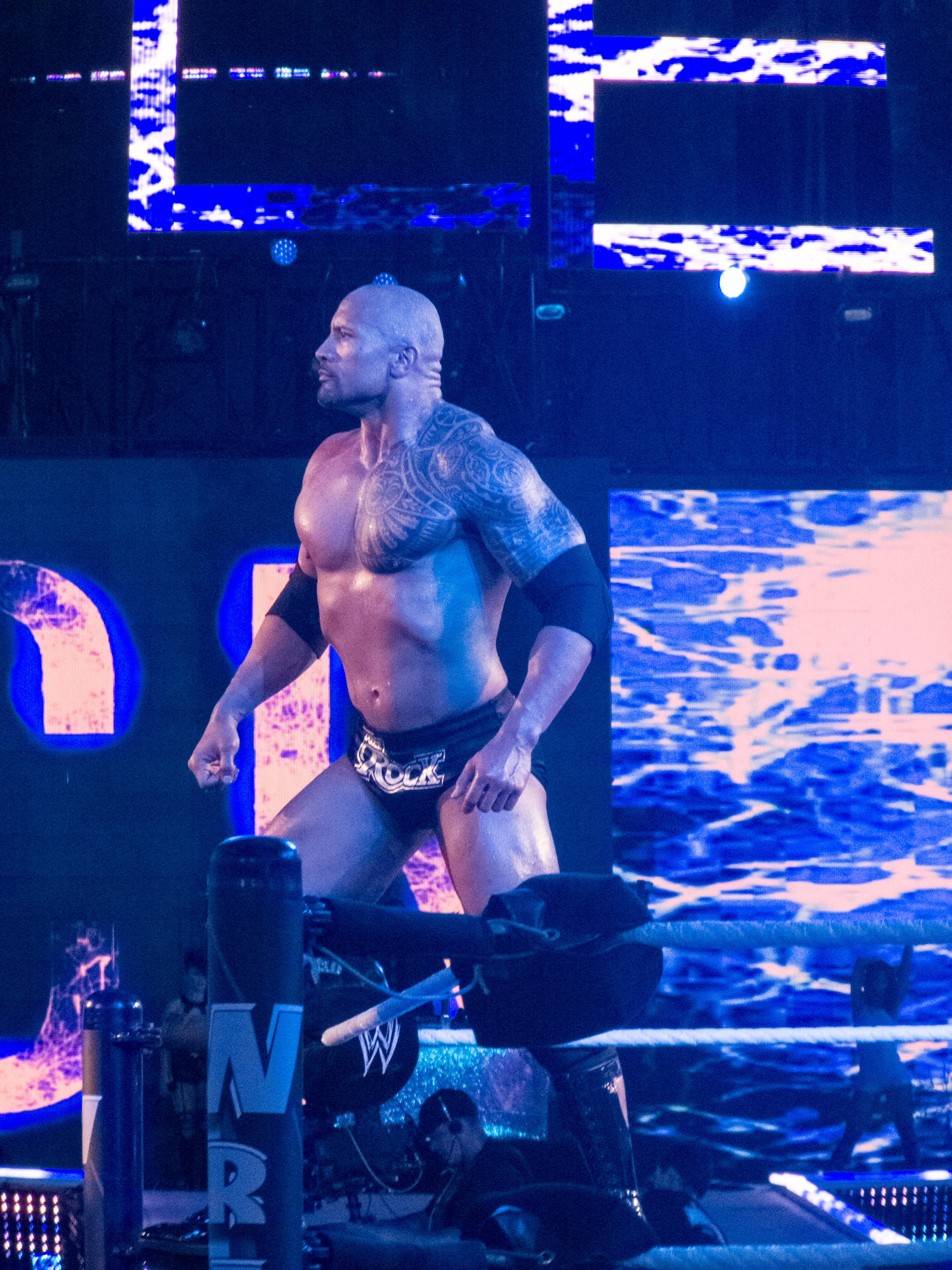
The Rock jest jedynym wrestlerem, który pokonał Hulka Hogana, Stone Colda Steve’a Austina i Johna Cenę na WrestleManii.

Podczas WrestleManii XXVII powrócił The Rock po siedmioletniej przerwie, będąc hostem tej gali. Będący długoletnimi komentatorami, Michael Cole i Jerry Lawler wzięli udział w pojedynku przeciwko sobie ze Stone Cold Steve’em Austinem jako sędzią specjalnym. Triple H przegrał swoją drugą (poprzednia z WM X-Seven) walkę z Undertakerem. To była jedyna WrestleMania w historii, gdzie World Heavyweight Championship i WWE Championship nie zmieniły swojego właściciela. World Heavyweight Champion Edge pokonał Alberto Del Rio, co później się okazało ostatnią walką w karierze Edge’a przed odejściem na emeryturę 11 kwietnia. The Rock zamknął galę powodując przegraną Johna Ceny w walce wieczoru z The Mizem o WWE Championship, co doprowadziło do ogłoszenia dzień później na RAW walki wieczoru następnej WrestleManii.
WrestleMania XXVIII miała trzy „walki wieczoru”. W pierwszej The Undertaker po raz trzeci pokonał Triple H w Hell in a Cell matchu poprzez przypięcie, przy czym w klatce sędzią specjalnym był wieloletni przyjaciel Huntera, Shawn Michaels, powiększając swój rekord do 20 wygranych. W drugim, CM Punk obronił WWE Championship przeciwko Chrisowi Jericho poprzez poddanie. Główna walka wieczoru to starcie pomiędzy The Rockiem, który pokonał Johna Cenę w „Once in a Lifetime” matchu, jednakże rewanż odbył się rok później.
W 2013 na WrestleManii 29 pojawiło się 80 676 fanów, co jest drugim w kolejności rekordem liczby osób w historii WrestleManii. Ponownie gala miała trzy „walki wieczoru”. W pierwszej, The Undertaker powiększył rekord do 21-0 pokonując CM Punka. Triple H wraz z pomocą Shawna Michaelsa pokonał Brocka Lesnara. W ostatniej, rewanżowej walce, John Cena pokonał The Rocka zdobywając od niego WWE Championship. Na gali po raz ostatni broniony był World Heavyweight Championship, gdzie Alberto Del Rio pokonał Jacka Swaggera. Tytuł został zunifikowany wraz z WWE Title, tworząc WWE World Heavyweight Championship.
WrestleMania XXX to trzydziesta edycja gali wyprodukowana przez WWE 6 kwietnia 2014 na stadionie Mercedes-Benz Superdome w Nowym Orleanie. Na początku gali Daniel Bryan pokonał Triple H. Dzięki stypulacji, zagwarantował sobie miejsce w walce wieczoru, podczas której wygrał WWE World Heavyweight Championship, poddając Batistę. W walce również brał udział ówczesny mistrz, Randy Orton. Podczas gali ujrzeliśmy koniec rekordu liczby wygranych bez porażek Undertakera, który został zatrzymany przez Brocka Lesnara.
WrestleMania 31 miała miejsce w Levi’s Stadium w Santa Clara 29 marca 2015. Brock Lesnar bronił WWE World Heavyweight Championship w walce wieczoru przeciwko Romanowi Reignsowi, jednakże podczas walki Seth Rollins użył swojej walizki Money in the Bank zamieniając walkę w Triple Threat match i wygrywając ją. Dodatkowo, Triple H pokonał Stinga w jego pierwszej walce dla federacji. Po rocznej przerwie powrócił również Undertaker i pokonał Braya Wyatta, odnosząc 22 zwycięstwo, Randy Orton pokonał Setha Rollinsa, a Rusev stracił United States Championship na rzecz Johna Ceny, który jako pierwszy czysto pokonał Ruseva. Inną ważną walką był 7-osobowy ladder match o WWE Intercontinental Championship, który wygrał Daniel Bryan.
WrestleMania 32 odbyła się na AT&T Stadium w Arlington w Teksasie 3 kwietnia 2016. Gala pobiła rekord obecnej publiki na stadionie, której liczba wyniosła 101 763, a ogłosił ją The Rock. W walce wieczoru, Roman Reigns pokonał Triple H, zdobywając WWE World Heavyweight Championship. W innych walkach, The Undertaker pokonał Shane’a McMahona w Hell in a Cell matchu ze stypulacją, iż gdyby Shane wygrał, zdobyłby kontrolę nad WWE Raw, lecz 'Taker utraciłby możliwość przyszłych występów na WrestleManii. Brock Lesnar pokonał Deana Ambrose’a w No Holds Barred Street Fight, Charlotte pokonała Becky Lynch i Sashę Banks stając się pierwszą posiadaczną nowo wprowadzonego WWE Women’s Championship, zaś The Rock pokonał Ericka Rowana w sześć sekund, pobijając rekord najkrótszej walki w historii WrestleManii. Dodatkowo, Baron Corbin wygrał trzeci coroczny André the Giant Memorial Battle Royal, eliminując jako ostatniego Kane’a.
WrestleMania 33 odbyła się 2 kwietnia 2017 w Camping World Stadium w Orlando na Florydzie. Była to pierwsza WrestleMania od 2013, na której zorganizowano dwa pojedynki o światowe tytuły federacji: WWE Championship, a także bronione po raz pierwszy WWE Universal Championship. W walce wieczoru Roman Reigns pokonał The Undertakera w No Holds Barred matchu, co było drugą porażką Undertakera w jego karierze na WrestleManii. Ponadto Brock Lesnar pokonał Goldberga i stał się nowym posiadaczem WWE Universal Championship, Randy Orton pokonał Braya Wyatta i zdobył WWE Championship, zaś Mojo Rawley wygrał czwarty coroczny André the Giant Memorial Battle Royal. Podczas gali bez zapowiedzi powrócili The Hardy Boyz, którzy zdobyli Raw Tag Team Championship.
WrestleMania 34 odbyła się 8 kwietnia 2018 w Mercedes-Benz Superdome w Nowym Orleanie w stanie Luizjana. W walce wieczoru, Brock Lesnar obronił WWE Universal Championship przeciwko Romanowi Reignsowi. W kolejnej walce promowanej jako walka wieczoru, AJ Styles obronił WWE Championship przeciwko Shinsuke Nakamurze. W kolejnych wielkich walkach Kurt Angle i Ronda Rousey pokonali Triple H i Stephanie McMahon w mixed tag team match, co było debiutanckim starciem Rondy w WWE, i Daniel Bryan powrócił do ringu po trzech latach, łącząc siły z Shane’em McMahonem aby pokonać Kevina Owensa oraz Samiego Zayna. Także, The Undertaker pokonał Johna Cene w niezapowiedzianej wlce. W kolejnej znaczącej walce, Charlotte Flair obroniła WWE SmackDown Women’s Championship przeciwko Asuce, kończąc jej dwuletnią serię bycia niepokonaną. 10-letni fan został najmłodszym mistrzem w WWE po tym jak połączył siły z Braun Strowman aby pokonać Cesaro oraz Sheamusa i zdobyć WWE Raw Tag Team Championship, WWE SmackDown Tag Team Championship również było bronione po raz pierwszy na WrestleManii, gdzie The Bludgeon Brothers pokonali The Usos oraz The New Day aby zdobyć mistrzostwo, Matt Hardy wyeliminował ostatniego Barona Corbina, aby wygrać piątą edycję Andre the Giant memorial battle royal. Miał również miejsce pierwszy w historii WrestleMania Women’s Battle Royal, który wygrała Naomi eliminując jako ostatnią Bayley.
WrestleMania 35 odbyła się 7 kwietnia 2019 w MetLife Stadium w East Rutherford w New Jersey. W walce wieczoru Becky Lynch pokonała Raw Women’s Champion Rondę Rousey i SmackDown Women’s Champion Charlotte Flair, aby zdobyć oba mistrzostwa, po tym jak kontrowersyjnie przypięła Rousey (barki Rondy nie były położone podczas „przypięcia”, a wręcz odstawały od ziemi). Finn Balor pokonał Bobby’ego Lashleya, aby odzyskać Intercontinental Championship, a Baron Corbin pokonał Kurt Angle w Angle’s Farewell Matchu. Triple H pokonał Batistę w No Holds barred matchu. Samoa Joe pokonał Reya Mysterio, aby zachować United States Championship, a Kofi Kingston pokonał Daniela Bryana, aby po raz pierwszy w karierze wygrać WWE Championship, tym samym stając się Grand Slam Championem. The IIconics pokonały WWE Women’s Tag Team Champions The Hug ‘n’ Boss Connection (Bayley i Sashę Banks), Beth Phoenix i Natalyę oraz Nię Jax i Taminę, aby wygrać WWE Women’s Tag Team Championship. Seth Rollins pokonał Brocka Lesnara, aby wygrać WWE Universal Championship, a Carmella i Braun Strowman wygrali swoje WrestleMania Women’s Battle Royal i Andre the Giant memorial battle royal.

### 2020–obecnie
WrestleMania 36 została rozbita na dwie noce (stąd motto gali „Za duża na jedną noc”), a emitowana została 4 i 5 kwietnia 2020 (nagrano 25 i 26 marca 2020). Z powodu pandemii COVID-19 gala odbyła się bez publiczności i odbyła się w WWE Performance Center w Orlando w stanie Floryda.
- NOC 1 – W walce wieczoru The Undertaker pokonał AJ Stylesa, w Boneyard matchu. Braun Strowman pokonał Goldberga, aby wygrać WWE Universal Championship, a Kevin Owens pokonał dwukrotnie Setha Rollinsa (raz w singles matchu, a drugi raz w walce bez DQ). John Morrison pokonał Kofiego Kingstona i Jimmy’ego Uso, aby zachować SmackDown Tag Team Championship, natomiast Becky Lynch pokonała Shaynę Baszler, aby zachować Raw Women’s Championship, po skontrowaniu akcji kończącej Baszler roll-upem. Alexa Bliss i Nikki Cross pokonały The Kabuki Warriors (Asuka i Kairi Sane), aby wygrać WWE Women’s Tag Team Championship.

- NOC 2 – W walce wieczoru Drew McIntyre pokonał Brocka Lesnara, aby wygrać WWE Championship. W innych ważnych walkach, "The Fiend" Bray Wyatt pokonał Johna Cenę, w Firefly Fun House matchu, a Bayley obroniła SmackDown Women’s Championship w Fatal 5-Way Elimination matchu pomiędzy nią a najlepszą przyjaciółką Sashą Banks, Lacey Evans, Naomi i Taminie. The Street Profits obronili Raw Tag Team Championship w walce z Angelem Garzą i Austinem Theory, a Edge pokonał Randy’ego Ortona w Last Man Standing matchu. Otis pokonał Dolpa Zigglera, natomiast Charlotte Flair pokonała Rheę Ripley, aby wygrać swoje drugie NXT Women’s Championship, a zarazem 12 mistrzostwo w swojej karierze. Był to również pierwszy raz, kiedy mistrzostwo NXT było bronione na sztandarowej gali WWE WrestleManii[14].

17 stycznia 2021, ogłoszono nowe informacje na temat 37 edycji gali, ale i również na temat dwóch następnych, czyli 38 i 39. Potwierdzono miejsca (37-Tampa, 38-Arlington, 39-Inglewood) oraz daty (37-10 i 11 kwietnia, 38–3 kwietnia 2022, 39–2 kwietnia 2023) i hale na których mają się odbyć następujące wydarzenia. 25 października 2021 roku ujawniono, że podobnie jak poprzednie dwie galę WrestleManii, WrestleMania 38 została rozszerzona na dwie noce: sobotę 2 kwietnia i niedzielę 3 kwietnia 2022 roku, a podczas WrestleManii 38 ujawniono, że WrestleMania 39 została rozszerzona do dwudniowego wydarzenia, zaplanowanego na sobotę 1 kwietnia i niedzielę 2 kwietnia.
WrestleMania 37 to kolejna gala, która odbyła się, w dwie noce, 10 i 11 kwietnia 2021, w Raymond James Stadium w Tampie w stanie Floryda. Początkowo miała odbyć się w Hollywood, 28 marca 2021, ale pandemia COVID-19 utrudniła te plany. Była to również pierwsza gala organizowana przez WWE, z udziałem publiczności. Na stadionie bowiem znalazło się ponad 25000 osób, co stanowi około 36% miejsc całego obiektu.
- NOC 1 – W walce wieczoru Sasha Banks utraciła SmackDown Women’s Championship na rzecz zwyciężczyni kobiecego Royal Rumble matchu w roku 2021, Bianci Belair. W innych walkach, znany raper Bad Bunny oraz jego sojusznik Damian Priest pokonali swoich największych rywali, The Miza i Johna Morrisona, a Braun Strowman pokonał Shane’a McMahona, w Steel Cage matchu. Następnie AJ Styles stał się Grand Slam Championem, kiedy to wraz z Omosem pokonali The New Day, aby wygrać Raw Tag Team Championship, natomiast Cesaro pokonał Setha Rollinsa. Natalya i Tamina zapewniły sobie walkę o WWE Women’s Tag Team Championship na noc 2 z mistrzyniami Nią Jax i Shayną Baszler, wygrywając Tag Team turmoil match. Show otworzył Bobby Lashley wraz z udaną obroną WWE Championship przeciwko Drew McIntyre’owi[20].

- NOC 2 – W walce wieczoru Roman Reigns pokonał Edge’a oraz Daniela Bryana, aby obronić WWE Universal Championship. W co-main evencie, Asuka utraciła Raw Women’s Championship na rzecz Rhei Ripley, a przedtem Big E utracił Intercontinental Championship na rzecz Apollo Crewsa. Kevin Owens pokonał Samiego Zayna, Sheamus pokonał Riddle’a, aby zdobyć United States Championship, natomiast Nia Jax i Shayna Baszler pokonały Natalyę i Taminę, aby zachować WWE Women’s Tag Team Championship. Show otworzyli Randy Orton i The Fiend, kiedy to Orton pokonał swojego największego rywala[21].

WrestleMania 38 odbyła się 2 i 3 kwietnia 2022, w AT&T Stadium w Arlington w stanie Teksas.
- NOC 1 – W walce wieczoru Stone Cold Steve Austin pokonał Kevina Owensa w No Holds Barred matchu, czyniąc pierwszą walką Austina od WrestleManii 19. W co-main evencie Charlotte Flair pokonała zwyciężczynię kobiecego Royal Rumble matchu w roku 2022 Rondę Rousey broniąc SmackDown Women’s Championship, a przedtem powracający po 6 latach do WWE Cody Rhodes pokonał Setha „Freakin” Rollinsa. Bianca Belair pokonała Becky Lynch zdobywając Raw Women’s Championship, The Miz i Logan Paul pokonali Reya Mysterio i Dominika Mysterio, Drew McIntyre pokonał Happy’ego Corbina, a w pierwszej walce The Usos (Jey Uso i Jimmy Uso) obronili SmackDown Tag Team Championship przeciwko Shinsuke Nakamurze i Rickowi Boogsowi[22].

- NOC 2 – W walce wieczoru Universal Champion ze SmackDown Roman Reigns pokonał WWE Championa z Raw i zwycięzcę męskiego Royal Rumble matchu w roku 2022 Brocka Lesnara zdobywając oba tytuły i stając się rozpoznawanym jako Undisputed WWE Universal Champion. W co-main evencie, dyrektor generalny WWE Vince McMahon pokonał komentatora Pata McAfeego po tym jak McAfee pokonał Austina Theory’ego, czyniąc pierwszą walkę McMahona od WrestleManii 26. Sheamus i Ridge Holland szybko pokonali The New Day (Kofiego Kingstona i Xaviera Woodsa), Edge pokonał AJ Stylesa, Naomi i Sasha Banks pokonały Carmellę i Queen Zelinę, Liv Morgan i Rheę Ripley oraz Natalyę i Shaynę Baszler w Fatal 4-Way Tag Team matchu i zdobyły WWE Women’s Tag Team Championship, Johnny Knoxville pokonał Samiego Zayna w Anything Goes matchu. Show otworzyli RK-Bro (Randy Orton i Riddle) wraz z udaną obroną Raw Tag Team Championship w Triple Threat Tag Team matchu pokonując The Street Profits (Angelo Dawkinsa i Monteza Forda) oraz Alpha Academy (Chada Gable’a i Otisa)[23].

WrestleMania 39 odbyła się 1 i 2 kwietnia 2023, w SoFi Stadium w Inglewood w stanie Kalifornia.
- NOC 1 – W walce wieczoru Kevin Owens i Sami Zayn pokonali The Usos (Jeya Uso i Jimmy’ego Uso) zdobywając niekwestionowane mistrzostwo WWE Tag Team, kończąc rekordowe panowanie tego ostatniego w tag teamie po 622 dniach. Był to również pierwszy raz, kiedy walka o mistrzostwo tag team była walką wieczoru WrestleManii i dopiero drugi raz, kiedy walka tag teamowa była walką wieczoru, po WrestleManii I w marcu 1985 roku. W innych ważnych walkach, Seth „Freakin” Rollins pokonał Logana Paula, Rhea Ripley pokonała Charlotte Flair zdobywając mistrzostwo kobiet SmackDown oraz w walce otwierającej galę, Austin Theory pokonał Johna Cenę broniąc mistrzostwo Stanów Zjednoczonych. Na gali ujżeliśmy powrót Pata McAfee, który walczył w swojej pierwszej walce od SummerSlam 2022, a także debiut Snoop Dogga w ringu w WWE, którzy obaj pokonali The Miza w zaimprowizowanych walkach, z tym ostatnim występującym na drugiej nocy[24].

- NOC 2 – W walce wieczoru Roman Reigns pokonał Cody’ego Rhodesa broniąc niekwestionowane mistrzostwo WWE Universal. To następnie uczyniło Reignsa drugim wrestlerem po Hulku Hoganie, który wziął udział w trzech kolejnych WrestleManiach jako mistrz świata podczas tego samego panowania, ale uczyniło go jedynym wrestlerem, który bronił mistrzostw świata w każdym. W innych ważnych walkach, Edge pokonał "The Demon" Finna Bálora w Hell in a Cell matchu, Gunther pokonał Drew McIntyre’a i Sheamusa w Triple Threat matchu broniąc mistrzostwo Interkontynentalne oraz w walce otwierającej galę, Brock Lesnar pokonał Omosa. W nocy drugiej powrócił Shane McMahon, który ostatnio pojawił się na Royal Rumble 2022[25].

WrestleMania XL odbyła się 6 i 7 kwietnia 2024, w Lincoln Financial Field w Filadelfii w stanie Pensylwania.
- NOC 1 – W walce wieczoru, The Bloodline (The Rock i Roman Reigns) pokonali Cody’ego Rhodesa i Setha „Freakin” Rollinsa w tag team matchu, który dodał stypulację Bloodline Rules match w walce o Undisputed WWE Universal Championship na drugiej nocy. W innych ważnych walkach, Sami Zayn pokonał Gunthera zdobywając Intercontinental Championship z Raw oraz w pierwszej walce w karcie, Rhea Ripley pokonała Becky Lynch broniąc Women’s World Championship z Raw.

- NOC 2 – W walce wieczoru, Rhodes pokonał Reignsa w Bloodline Rules matchu zdobywając Undisputed WWE Universal Championship ze SmackDown, kończąc panowanie tego ostatniego w mistrzostwie świata po 1316 dniach[a]. W innych ważnych walkach, Bayley pokonała Iyo Sky zdobywając WWE Women’s Championship także ze SmackDown oraz w pierwszej walce w karcie, Drew McIntyre pokonał Rollinsa zdobywając World Heavyweight Championship z Raw, po czym Damian Priest wykorzystał swój kontrakt Money in the Bank i pokonał McIntyre’a zdobywając tytuł. Także na drugiej nocy, Logan Paul pokonał Randy’ego Ortona i Kevina Owensa w triple threat matchu broniąc United States Championship ze SmackDown.

WrestleMania 41 odbyła się 19 i 20 kwietnia 2025, w Allegiant Stadium w Paradise w stanie Nevada.
- NOC 1 – W walce wieczoru, która była walką cross-promocyjną, Seth Rollins z Raw pokonał Romana Reignsa ze SmackDown i CM Punka z Raw w triple threat matchu, w którym Paul Heyman odwrócił się zarówno od Reignsa, jak i Punka, by stanąć po stronie Rollinsa. W innych ważnych walkach, Jacob Fatu pokonał LA Knighta, aby wygrać WWE United States Championship ze SmackDown, Tiffany Stratton pokonała Charlotte Flair, aby zachować WWE Women’s Championship ze SmackDown, a w walce otwarcia Jey Uso pokonał Gunthera poprzez submission, aby wygrać World Heavyweight Championship z Raw.

- NOC 2 – W walce wieczoru, John Cena pokonał Cody’ego Rhodesa, aby wygrać Undisputed WWE Championship ze SmackDown, zdobywając swoje rekordowe 17. mistrzostwo świata WWE. W innych ważnych walkach, Dominik Mysterio pokonał poprzedniego mistrza Brona Breakkera, Finna Bálora i Pentę w fatal 4-way matchu, aby wygrać WWE Intercontinental Championship z Raw, Drew McIntyre pokonał Damiana Priesta w Sin City Street Fightcie, a w walce otwierającej, która była walką cross-promocyjną, Iyo Sky z Raw pokonała Biancę Belair ze SmackDown i Rheę Ripley z Raw w triple threat matchu, aby zachować Women’s World Championship z Raw.

## Zaangażowanie celebrytów
Przez lata na WrestleManiach pojawiało się sporo celebrytów z różnych dziedzin. W walce wieczoru pierwszej WrestleManii Billy Martin zapowiadał wrestlerów, Liberace wystąpił jako chronometrażysta, a Muhammad Ali był jednym z sędziów. Mr. T brał udział w walce jako tag team partner Hulka Hogana. Na WrestleManii 2 odbył się 20-osobowy battle royal, w którym brali udział wrestlerzy oraz gracze NFL. Na WrestleManii XI w walce wieczoru zmierzyli się Lawrence Taylor i Bam Bam Bigelow. Mike Tyson pojawił się na WrestleManii XIV jako specjalny sędzia w walce pomiędzy Shawnem Michaelsem i Steve’em Austinem, natomiast profesjonalny bokser Butterbean walczył w boxing matchu przeciwko Bartowi Gunnowi na WrestleManii XV. Na WrestleManii XIV, XV i 2000, Pete Rose brał udział w krótkiej komicznej rywalizacji z Kanem, gdzie ich spotkanie zawsze kończyło się wymierzeniem Tombstone piledrivera lub chokeslamu dla gwiazdy. Big Show walczył z sumo wrestlerem Akebono w sumo matchu na WrestleManii 21 i trzy lata później z Floydem Mayweatherem w boxing matchu na WrestleManii XXIV. Gwiazda Ekipy z New Jersey, Nicole „Snooki” Polizzi brała udział w 6-osobowym tag team matchu w drużynie z Trish Stratus i Johnem Morrisonem przeciwko LayCool (Layli i Michelle McCool) i Dolphowi Zigglerowi. Na WrestleManii XXVIII, Maria Menounos wraz z Kelly Kelly pokonały Beth Phoenix i Eve Torres w tag-team matchu.
Podczas show występowali również muzyczni celebryci tacy jak Ray Charles, Aretha Franklin, Gladys Knight, Willie Nelson, Reba McEntire, Little Richard, Boyz II Men, Ashanti, Boys Choir of Harlem, Michelle Williams, John Legend, Nicole Scherzinger, Fantasia Barrino, Keri Hilson Robert Goulet, Motörhead, Limp Bizkit, Saliva, Run-D.M.C., Salt-n-Pepa, Living Colour, Ice-T, Drowning Pool, Flo Rida, P.O.D., Machine Gun Kelly, Rev Theory, Mark Crozer i Kid Rock.

## WrestleMania Axxess
W 1988, wraz z The Trump Organization, WWF przygotowało mały festiwal celebrujący WrestleManię IV, na którym można było zdobyć autograf, zjeść przekąskę i wziąć udział w 5-kilometrowym maratonie. To samo przygotowano rok później. W 1992, festiwal zorganizowano w dzień WrestleManii VIII, gdzie można było przebrać się za swojego ulubionego wrestlera i wziąć udział w turnieju w grze WWF WrestleFest na automatach. W 1993, WWF przygotowało „WrestleMania Brunch” w dzień WrestleManii IX, podczas którego Lex Luger zaatakował Breta Harta. W 1994, WWF zaoferowało fanom „Fan Fest” na weekend podczas którego odbywała się WrestleMania X. Fani mogli wejść do ringu, wziąć udział w grach, poznać gwiazdy i kupić towar. Powtórzono to samo rok później przed WrestleManią XI. W 1999, WWF zorganizowało pierwszy sobotni pre-WrestleMenia event dzień przed WrestleManią XV. WrestleMania Rage Party było emitowane na żywo na USA Network.
Rok później federacja zorganizowała pierwszy WrestleMania Axxess w Anaheim Convention Center zastępując WrestleMania Rage Party. Można było wziąć autograf i pamiątkę związaną z wprowadzanym WWE Hall of Famerem. Były również aktywności, gdzie fani mogli wejść do ringu i ze sobą zawalczyć. W 2001, WrestleMania Axxess miało miejsce w Reliant Hall i było jeszcze większym wydarzeniem z większą liczbą możliwych aktywności. Fani mogli przejrzeć specjalne produkcyjne ciężarówki federacji. W 2002, WrestleMania Axxess zostało rozszerzone do trzech dni (14–16 marca). W latach 2004–2008, WrestleMania Axxess miało miejsce w różnych miastach Ameryki i Kanady z mniejszą liczbą gwiazd i atrakcji. W 2009, WrestleMania Axxess wróciło i było kontynuowane co roku jako czterodniowe wydarzenie mające miejsce w tym samym miejscu, gdzie odbywa się WrestleMania.
Na WrestleMania XL w kwietniu 2024 WWE wznowiło wydarzenie pod nową nazwą WWE World na WrestleManii, co odbędzie się we współpracy z Fanatics Events i odbędzie się w Pennsylvania Convention Center. Wydarzenie potrwa od czwartku 4 kwietnia do poniedziałku 8 kwietnia. Pięciodniowe wydarzenie obejmuje sesje panelowe z wywiadami z wrestlerami WWE, turniej gier WWE 2K24, nagrania podcastów na żywo, spotkania z wrestlerami oraz duży sklep z gadżetami z różnymi pamiątkami upamiętniającymi 40-lecie WrestleManii.

## Lista gal
| Gala                                                             | Lokalizacja                 | Arena                             | Zgłoszona widownia          | Główne walki | Odniesienia |
| ---------------------------------------------------------------- | --------------------------- | --------------------------------- | --------------------------- | --- | ----------- |
| WrestleMania 31 marca 1985                                       | Nowy Jork, Nowy Jork        | Madison Square Garden             | 19 121                      | Hulk Hogan i Mr. T vs. Roddy Piper i Paul Orndorff Tag team match | [ 32 ]      |
| WrestleMania 2 7 kwietnia 1986                                   | Uniondale, Nowy Jork        | Nassau Veterans Memorial Coliseum | 16 585                      | Mr.T vs. Roddy Piper Boxing match | [ 33 ]      |
| WrestleMania 2 7 kwietnia 1986                                   | Rosemont, Illinois          | Rosemont Horizon                  | 9000                        | Greg Valentine i Brutus Beefcake (c) vs. The British Bulldogs (Davey Boy Smith i Dynamite Kid) Tag team match o WWF Tag Team Championship                                                                                    | [ 33 ]      |
| WrestleMania 2 7 kwietnia 1986                                   | Los Angeles, Kalifornia     | Los Angeles Memorial Sports Arena | 14 500                      | Hulk Hogan (c) vs. King Kong Bundy Steel Cage match o WWF World Heavyweight Championship | [ 33 ]      |
| WrestleMania III 29 marca 1987                                   | Pontiac, Michigan           | Silverdome                        | 78 000                      | Hulk Hogan (c) vs. André the Giant Singles match o WWF World Heavyweight Championship | [ 34 ]      |
| WrestleMania IV 27 marca 1988                                    | Atlantic City, New Jersey   | Atlantic City Convention Hall     | 18 165                      | Randy Savage vs. Ted DiBiase Finał turnieju o zwakowany WWF World Heavyweight Championship | [ 35 ]      |
| WrestleMania V 2 kwietnia 1989                                   | Atlantic City, New Jersey   | Atlantic City Convention Hall     | 18 946                      | Randy Savage (c) vs. Hulk Hogan Singles match o WWF World Heavyweight Championship | [ 36 ]      |
| WrestleMania VI 1 kwietnia 1990                                  | Toronto, Ontario, Kanada    | Skydome                           | 67 678                      | Hulk Hogan (WWF Champion) vs. The Ultimate Warrior (Intercontinental Champion) Winner Takes All Singles match o WWF Championship i WWF Intercontinental Championship                                                         | [ 37 ]      |
| WrestleMania VII 24 marca 1991                                   | Los Angeles, Kalifornia     | Los Angeles Memorial Sports Arena | 16 158                      | Sgt. Slaughter (c) vs. Hulk Hogan Singles match o WWF Championship | [ 38 ]      |
| WrestleMania VIII 5 kwietnia 1992                                | Indianapolis, Indiana       | Hoosier Dome                      | 62 167                      | Hulk Hogan vs. Sid Justice Singles match | [ 39 ]      |
| WrestleMania IX 4 kwietnia 1993                                  | Paradise, Nevada            | Caesars Palace                    | 16 891                      | Yokozuna (c) vs. Hulk Hogan Singles match o WWF Championship | [ 40 ]      |
| WrestleMania X 20 marca 1994                                     | Nowy Jork, Nowy Jork        | Madison Square Garden             | 19 444                      | Yokozuna (c) vs. Bret Hart Singles match o WWF Championship | [ 41 ]      |
| WrestleMania XI 2 kwietnia 1995                                  | Hartford, Connecticut       | Hartford Civic Center             | 16 305                      | Lawrence Taylor vs. Bam Bam Bigelow Singles match | [ 42 ]      |
| WrestleMania XII 31 marca 1996                                   | Anaheim, Kalifornia         | Arrowhead Pond                    | 18 853                      | Bret Hart (c) vs. Shawn Michaels 60-minutowy Iron man match o WWF Championship | [ 43 ]      |
| WrestleMania 13 23 marca 1997                                    | Rosemont, Illinois          | Rosemont Horizon                  | 18 197                      | Sycho Sid (c) vs. The Undertaker No Disqualification match o WWF Championship | [ 44 ]      |
| WrestleMania XIV 29 marca 1998                                   | Boston, Massachusetts       | FleetCenter                       | 19 028                      | Shawn Michaels (c) vs. Stone Cold Steve Austin Singles match o WWF Championship | [ 45 ]      |
| WrestleMania XV 28 marca 1999                                    | Filadelfia, Pensylwania     | First Union Center                | 19 514                      | The Rock (c) vs. Stone Cold Steve Austin No Disqualification match o WWF Championship | [ 46 ]      |
| WrestleMania 2000 2 kwietnia 2000                                | Anaheim, Kalifornia         | Arrowhead Pond                    | 18 034                      | Triple H (c) vs. The Rock vs. Big Show vs. Mick Foley Fatal 4-way elimination match o WWF Championship | [ 47 ]      |
| WrestleMania X-Seven 1 kwietnia 2001                             | Houston, Teksas             | Reliant Astrodome                 | 67 925                      | The Rock (c) vs. Stone Cold Steve Austin No Disqualification match o WWF Championship | [ 48 ]      |
| WrestleMania X8 17 marca 2002                                    | Toronto, Ontario, Kanada    | Skydome                           | 68 237                      | Chris Jericho (c) vs. Triple H Singles match o Undisputed WWF Championship | [ 49 ]      |
| WrestleMania XIX 30 marca 2003                                   | Seattle, Waszyngton         | Safeco Field                      | 54 097                      | Kurt Angle (c) vs. Brock Lesnar Singles match o WWE Championship | [ 50 ]      |
| WrestleMania XX 14 marca 2004                                    | Nowy Jork, Nowy Jork        | Madison Square Garden             | 20 000                      | Triple H (c) vs. Chris Benoit vs. Shawn Michaels Triple threat match o World Heavyweight Championship | [ 51 ]      |
| WrestleMania 21 3 kwietnia 2005                                  | Los Angeles, Kalifornia     | Staples Center                    | 20 193                      | Triple H (c) vs. Batista Singles match o World Heavyweight Championship | [ 52 ]      |
| WrestleMania 22 2 kwietnia 2006                                  | Rosemont, Illinois          | Rosemont Horizon                  | 17 159                      | John Cena (c) vs. Triple H Singles match o WWE Championship | [ 53 ]      |
| WrestleMania 23 1 kwietnia 2007                                  | Detroit, Michigan           | Ford Field                        | 74 287                      | John Cena (c) vs. Shawn Michaels Singles match o WWE Championship | [ 54 ]      |
| WrestleMania XXIV 30 marca 2008                                  | Orlando, Floryda            | Citrus Bowl                       | 74 635                      | Edge (c) vs. The Undertaker Singles match o World Heavyweight Championship | [ 55 ]      |
| WrestleMania 25 5 kwietnia 2009                                  | Houston, Teksas             | Reliant Stadium                   | 72 744                      | Triple H (c) vs. Randy Orton Singles match o WWE Championship | [ 56 ]      |
| WrestleMania XXVI 28 marca 2010                                  | Glendale, Arizona           | University of Phoenix Stadium     | 72 219                      | The Undertaker vs. Shawn Michaels No Disqualification "Streak vs. Carrer" match | [ 57 ]      |
| WrestleMania XXVII 3 kwietnia 2011                               | Atlanta, Georgia            | Georgia Dome                      | 71 617                      | The Miz (c) vs. John Cena Singles match o WWE Championship | [ 58 ]      |
| WrestleMania XXVIII 1 kwietnia 2012                              | Miami Gardens, Floryda      | Sun Life Stadium                  | 78 363                      | The Rock vs. John Cena Singles match | [ 59 ]      |
| WrestleMania 29 7 kwietnia 2013                                  | East Rutherford, New Jersey | MetLife Stadium                   | 74 300                      | The Rock (c) vs. John Cena Singles match o WWE Championship | [ 60 ]      |
| WrestleMania XXX 6 kwietnia 2014                                 | Nowy Orlean, Luizjana       | Mercedes-Benz Superdome           | 60 000-65 000               | Randy Orton (c) vs. Batista vs. Daniel Bryan Triple threat match o WWE World Heavyweight Championship | [ 61 ]      |
| WrestleMania 31 29 marca 2015                                    | Santa Clara, Kalifornia     | Levi’s Stadium                    | 67 000                      | Brock Lesnar (c) vs. Roman Reigns vs. Seth Rollins Triple threat match o WWE World Heavyweight Championship | [ 62 ]      |
| WrestleMania 32 3 kwietnia 2016                                  | Arlington, Teksas           | AT&T Stadium                      | 80 709                      | Triple H (c) vs. Roman Reigns Singles match o WWE World Heavyweight Championship | [ 63 ]      |
| WrestleMania 33 2 kwietnia 2017                                  | Orlando, Floryda            | Camping World Stadium             | 64 900                      | The Undertaker vs. Roman Reigns No Holds Barred match | [ 64 ]      |
| WrestleMania 34 8 kwietnia 2018                                  | Nowy Orlean, Luizjana       | Mercedes-Benz Superdome           | 78 133                      | Brock Lesnar (c) vs. Roman Reigns Singles match o WWE Universal Championship | [ 65 ]      |
| WrestleMania 35 7 kwietnia 2019                                  | East Rutherford, New Jersey | MetLife Stadium                   | 68 000-70 000               | Ronda Rousey (c, Raw) vs. Charlotte Flair (c, SmackDown) vs. Becky Lynch Winner Takes All Triple threat match o WWE Raw Women’s Championship i WWE SmackDown Women’s Championship                                            | [ 66 ]      |
| WrestleMania 36 4 i 5 kwietnia 2020 (Nagrano 25 i 26 marca 2020) | Orlando, Floryda            | WWE Preformance Center            | 0                           | Część 1: The Undertaker vs. AJ Styles Boneyard match Część 2: Brock Lesnar (c) vs. Drew McIntyre Singles match o WWE Championship                                                                                            | [ 14 ]      |
| WrestleMania 37 10 i 11 kwietnia 2021                            | Tampa, Floryda              | Raymond James Stadium             | Noc 1: 17 946 Noc 2: 18 501 | Noc 1: Sasha Banks (c) vs. Bianca Belair Singles match o WWE SmackDown Women’s Championship Noc 2: Roman Reigns (c) vs. Edge vs. Daniel Bryan Triple threat match o WWE Universal Championship                               | [ 20 ]      |
| WrestleMania 38 2 i 3 kwietnia 2022                              | Arlington, Teksas           | AT&T Stadium                      | Noc 1: 65 719 Noc 2: 65 653 | Noc 1: Kevin Owens vs. Stone Cold Steve Austin No Holds Barred match Noc 2: Brock Lesnar (WWE Champion) vs. Roman Reigns (Universal Champion) Winner Takes All Singles match o WWE Championship i WWE Universal Championship | [ 15 ]      |
| WrestleMania 39 1 i 2 kwietnia 2023                              | Inglewood, Kalifornia       | SoFi Stadium                      | Noc 1: 67 303 Noc 2: 67 553 | Noc 1: The Usos (Jey Uso i Jimmy Uso) (c) vs. Kevin Owens i Sami Zayn Tag team match o Undisputed WWE Tag Team Championship Noc 2: Roman Reigns (c) vs. Cody Rhodes Singles match o Undisputed WWE Universal Championship    | [ 15 ]      |
| WrestleMania XL 6 i 7 kwietnia 2024                              | Filadelfia, Pensylwania     | Lincoln Financial Field           | Noc 1: 60 036 Noc 2: 60 203 | Noc 1: The Bloodline (The Rock i Roman Reigns) vs. Cody Rhodes i Seth „Freakin” Rollins Tag team match Noc 2: Roman Reigns (c) vs. Cody Rhodes Bloodline Rules match o Undisputed WWE Universal Championship                 | [ 67 ]      |
| WrestleMania 41 19 i 20 kwietnia 2025                            | Paradise, Nevada            | Allegiant Stadium                 | Noc 1: 61 467 Noc 2: 63 226 | Noc 1: Roman Reigns vs. CM Punk vs. Seth Rollins Triple threat match Noc 2: Cody Rhodes (c) vs. John Cena Singles match o Undisputed WWE Championship                                                                        | [ 68 ]      |
| WrestleMania 42 18 i 19 kwietnia 2026                            | Paradise, Nevada            | Allegiant Stadium                 | Noc 1: Noc 2:               | Noc 1: Noc 2: | [ 69 ]      |
| TBD                                                              | Indianapolis, Indiana       | Lucas Oil Stadium                 | Noc 1: Noc 2:               | Noc 1: Noc 2: | [ 70 ]      |
| TBD                                                              | Nowy Orlean, Luizjana       | TBA                               | Noc 1: Noc 2:               | Noc 1: Noc 2: | [ 71 ]      |